# Temple romain de Vic
Le temple romain de Vic est un ancien temple romain situé à Vic, dans la comarque d'Osona, en Catalogne (Espagne).
Construit entre le Ier et le IIe siècle apr. J.-C. et fréquenté jusqu'au IVe siècle, le temple est englobé dans les maçonneries d'un château médiéval. Ce n'est que lors de la démolition de ce dernier, 1882, que l'existence du monument antique est révélée. Relativement bien conservé, du moins pour ce qui est de sa cella, il peut être restauré dans un état proche de celui d'origine.
Le temple est déclaré « bien d'intérêt culturel » en 1931.

## Histoire

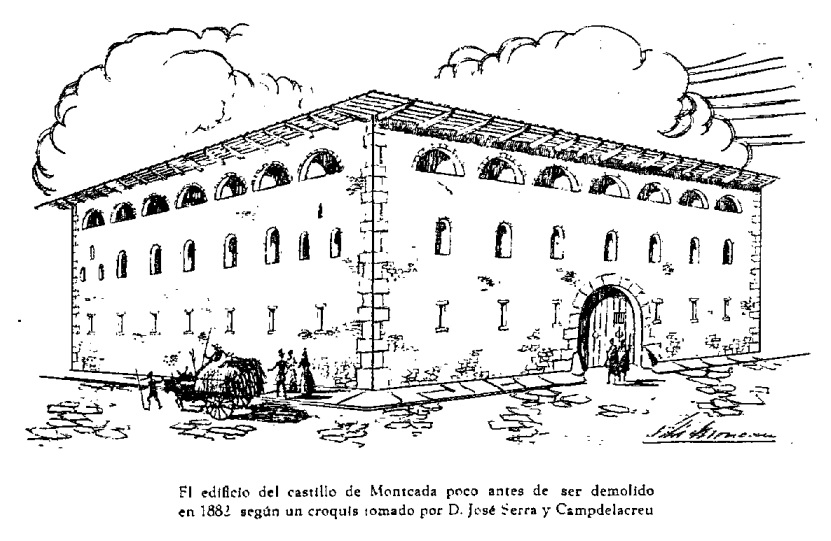
Le château des Moncada avant sa démolition (J. S. y Campdelacreu).

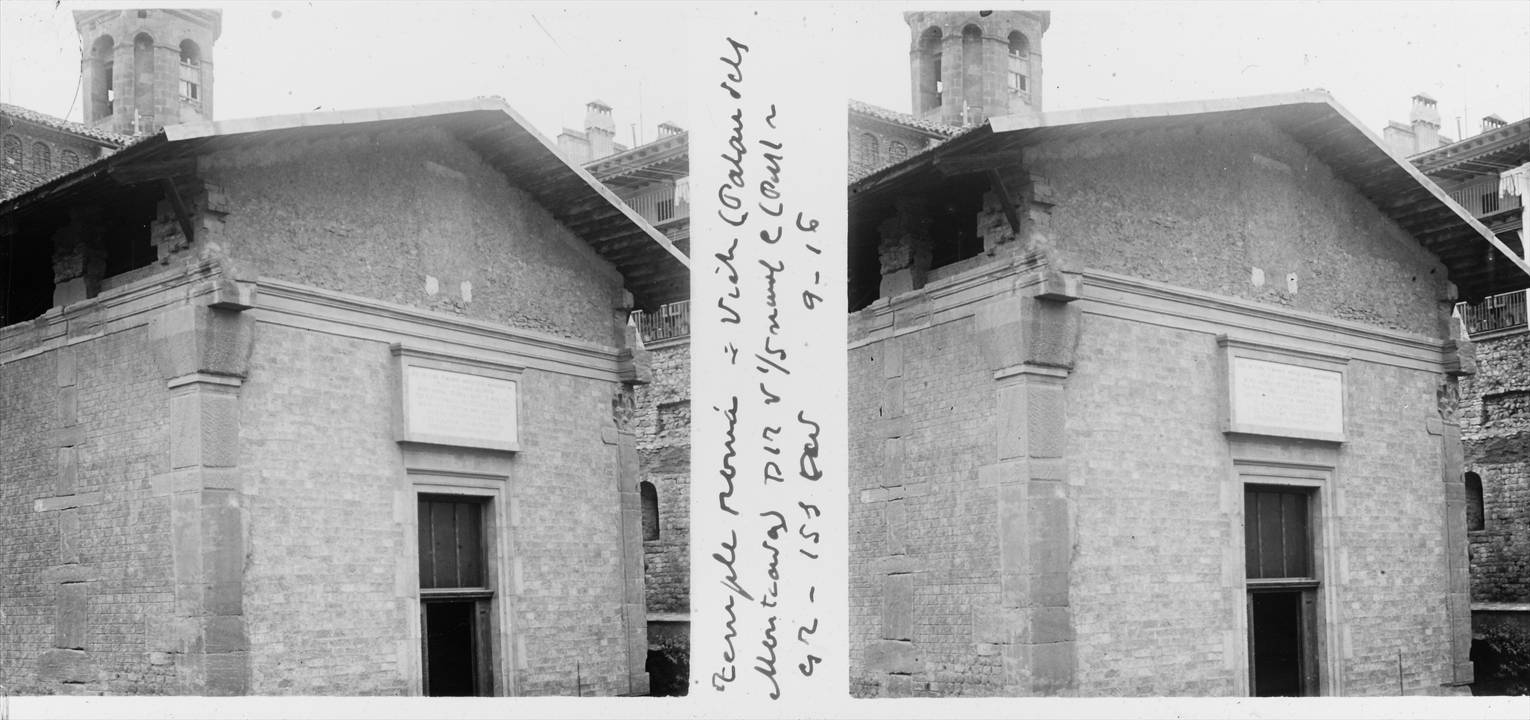
Le temple avant son complet dégagement.

Un niveau d'occupation du site antérieur à la construction du temple est mis en évidence par des fouilles réalisées en 1982. La céramique retrouvée permet de la dater entre 20 av. J.-C. et 20 apr. J.-C..
Le temple semble construit entre l'époque tibérienne et le début du IIe siècle lors de l'apogée de l'Empire romain. Il est encore fréquenté au IVe siècle, puis abandonné pendant la persécution des païens par les empereurs romains chrétiens. Il est possible que le site continue d'être occupé pendant les périodes wisigothe et arabe, mais les sources manquent pour l'attester.
Dès le IXe siècle, le temple est recouvert par la structure d'un château (considéré au XVIIIe siècle comme « l'œuvre d'Hercule ») que la famille des Moncada habite à partir du XIe siècle ; il devient en 1450 la résidence des veguers de Cerdanya, Osona et Ripollès puis la prison de Vic, sans doute à partir de 1841. L'intérieur de la cella, dont les murs sont intégrés à ceux du château médiéval et percés de portes et de fenêtres, constitue une sorte de patio,.
À partir du milieu du XIXe siècle, plusieurs initiatives en Catalogne (expositions, publications), visent à promouvoir le patrimoine historique et archéologique de la région. C'est dans ce contexte qu'en 1882, lors de la démolition de l'ancien château, les ouvriers qui travaillent sous la direction de l'archiviste de Vic José Serra y Campdelacreu (ca) découvrent le temple romain en très bon état global. Les murs ouest et nord sont intégralement conservés, le mur sud, très dégradé peut être restitué mais le portique, arasé au niveau de ses fondations, est une reconstruction réalisée à partir des éléments retrouvés des colonnes et des chapiteaux ; la restauration complète du monument se déroule progressivement pendant la première moitié du XXe siècle : elle ne se termine qu'en 1959.
Le temple est déclaré « bien d'intérêt culturel » en 1931.

## Architecture

Plan schématique du temple.

En dépit des nombreuses réutilisations et modifications qu'il a connues, l'état du temple lors de sa découverte permet d'imaginer à quoi il ressemble à l'origine. Il s'agit d'un temple romain d'architecture classique. Sa construction et son ornementation font appel à des techniques qui ont pu « voyager » entre la Gaule narbonnaise et la côte catalane.
Le temple est établi sur un podium monté en blocs de grand appareil. Ce podium, plus long que la cella vers l'est, ménage à l'avant de celle-ci un espace libre qui permet l'installation d'une colonnade de façade selon les principes énoncés par Vitruve dans De architectura, même si cet auteur préconise une orientation vers l'ouest.
La cella, ouverte à l'est, mesure 12,50 × 10 m de dimensions extérieures. Elle est couronnée par un entablement. Ses murs sont en opus africanum : les moellons de petit appareil en grès d'extraction locale sont chaînés, sur chaque face latérale, par trois rangées de blocs de grand appareil superposés alternativement en longueur et en hauteur. Les cintres de la toiture prennent appui sur ces sortes de piliers.

Au-dessus de la porte de la cella, un plaque gravée mentionne, avec une erreur de date (1881 au lieu de 1882), les circonstances de la découverte du temple : 

« Hoc insigne romanae antiquitatis monumentum civitatis ausetanae delubrum intra moenia veteris castri de Moncada per plura saecula delitescens occlusum denuo luci redditum anno MDCCCLXXXI Societas Archaeologica Vicensis stipe collata ne dirueretur providit posterisque servandum curavit. »

Le portique à colonnes surplombant le podium, auquel on accède par un escalier de façade, est en partie reproduit en dupliquant les éléments originaux trouvés lors de sa reconstruction. Telle qu'elle est reconstruite, la façade hexastyle possède des colonnes lisses, surmontées de chapiteaux corinthiens ; une colonne en retour sur chaque côté du pronaos assure la continuité visuelle avec les pilastres engagés aux angles antérieurs de la cella. Une autre hypothèse de restitution imagine une façade avec seulement quatre colonnes, comme sur le Capitole de Dougga.

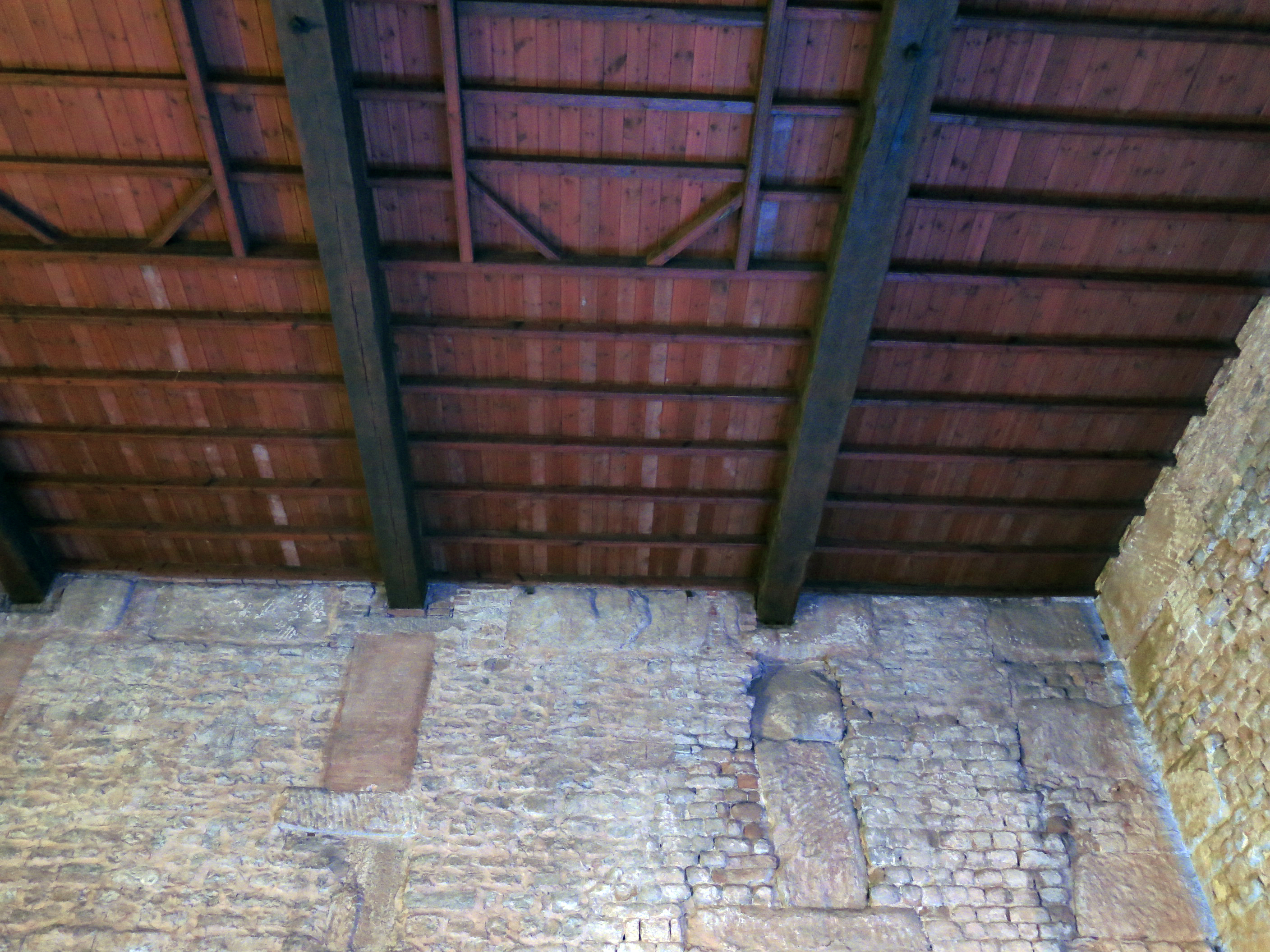
Opus africanum vu de l'intérieur de la cella.
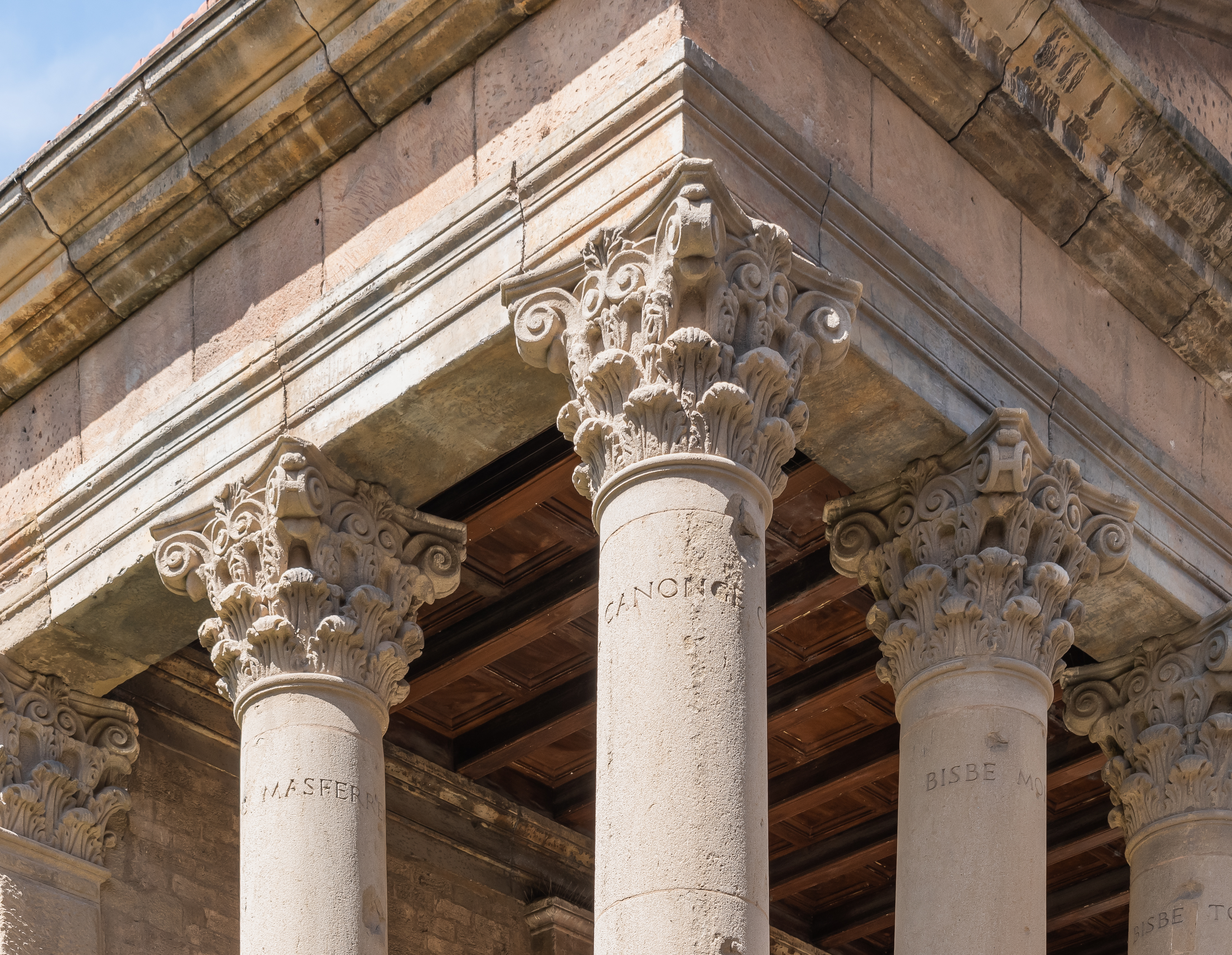
Détail des chapiteaux de la façade.
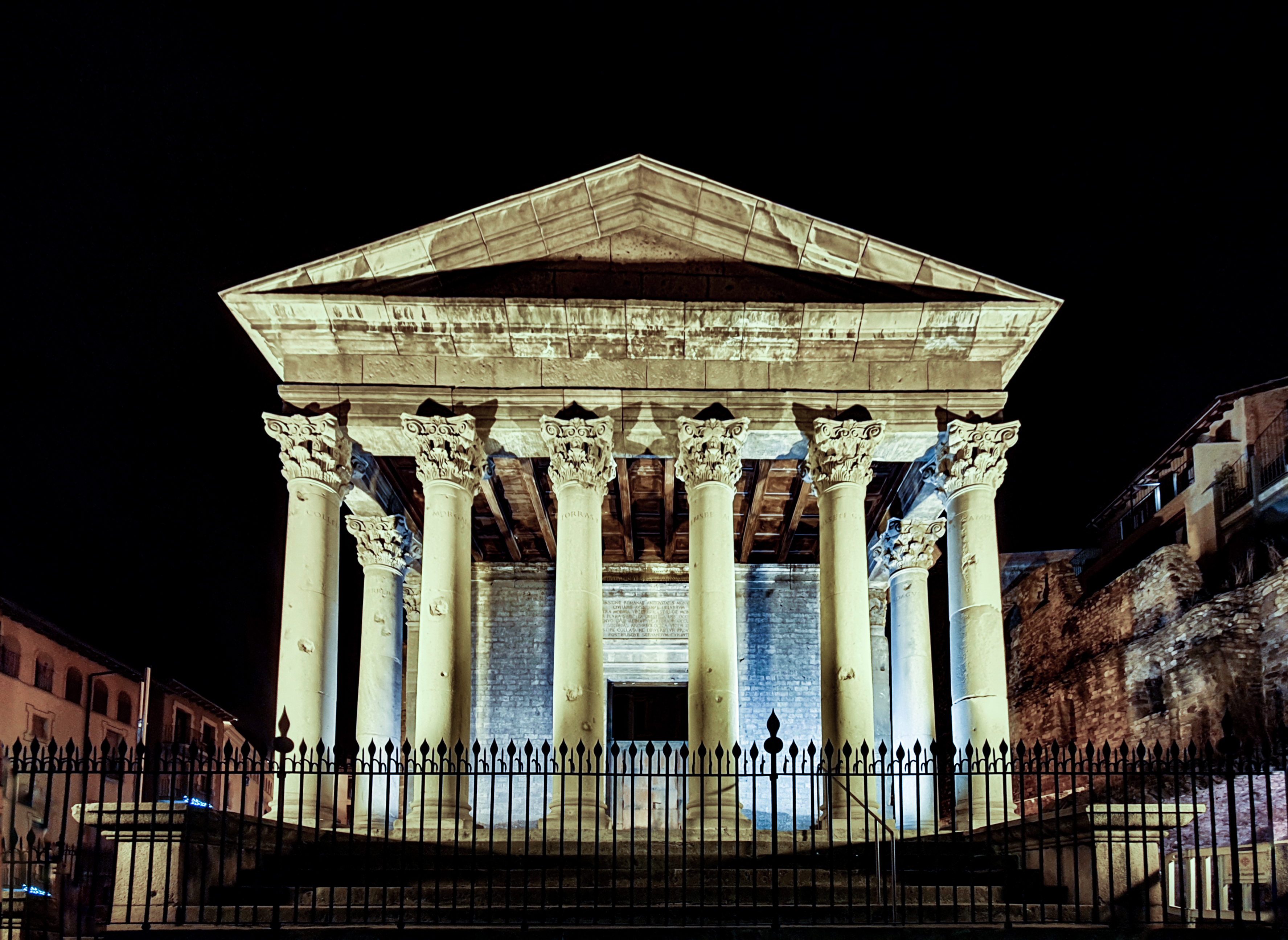
Façade du temple, de nuit.
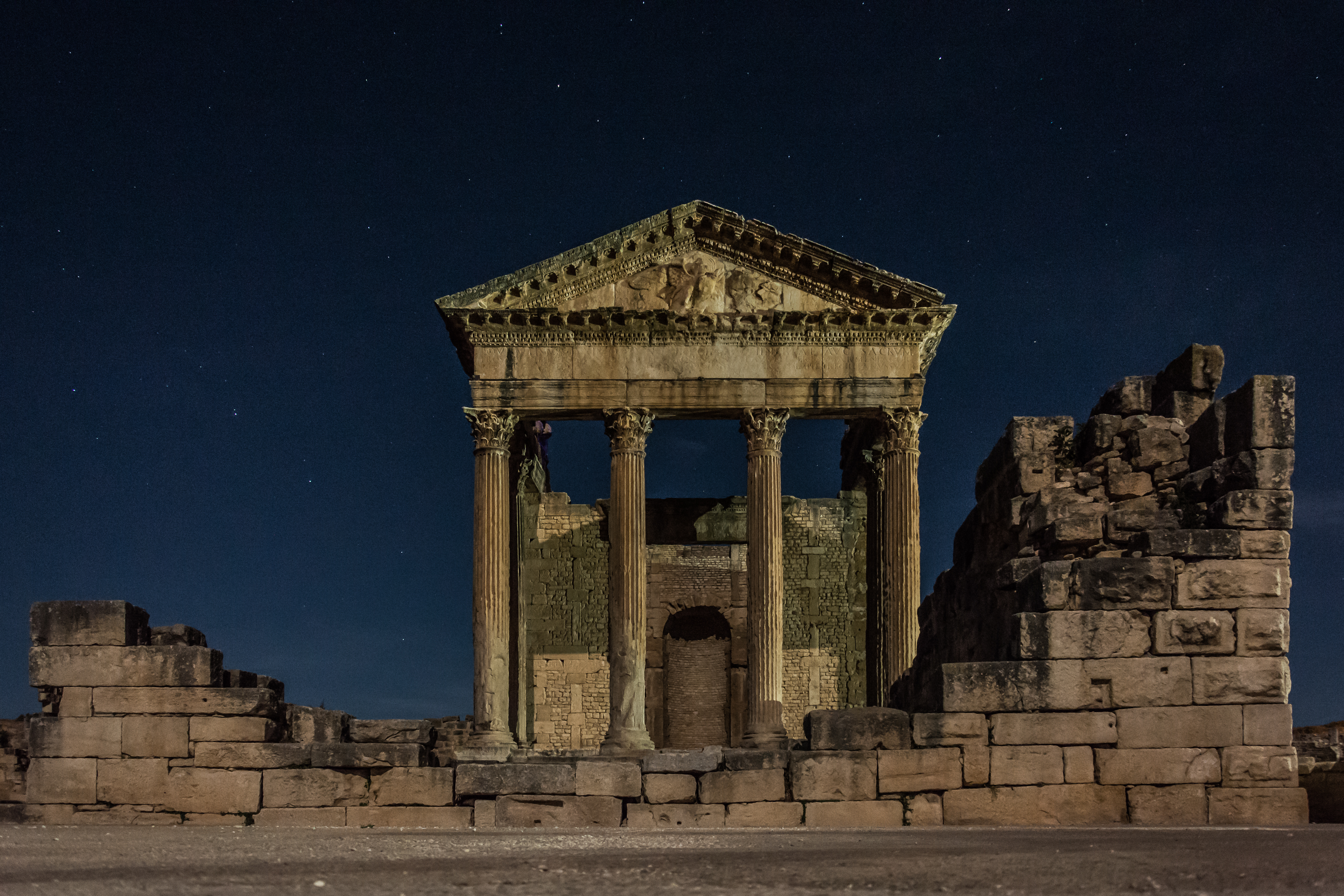
Façade du Capitole de Dougga, de nuit.
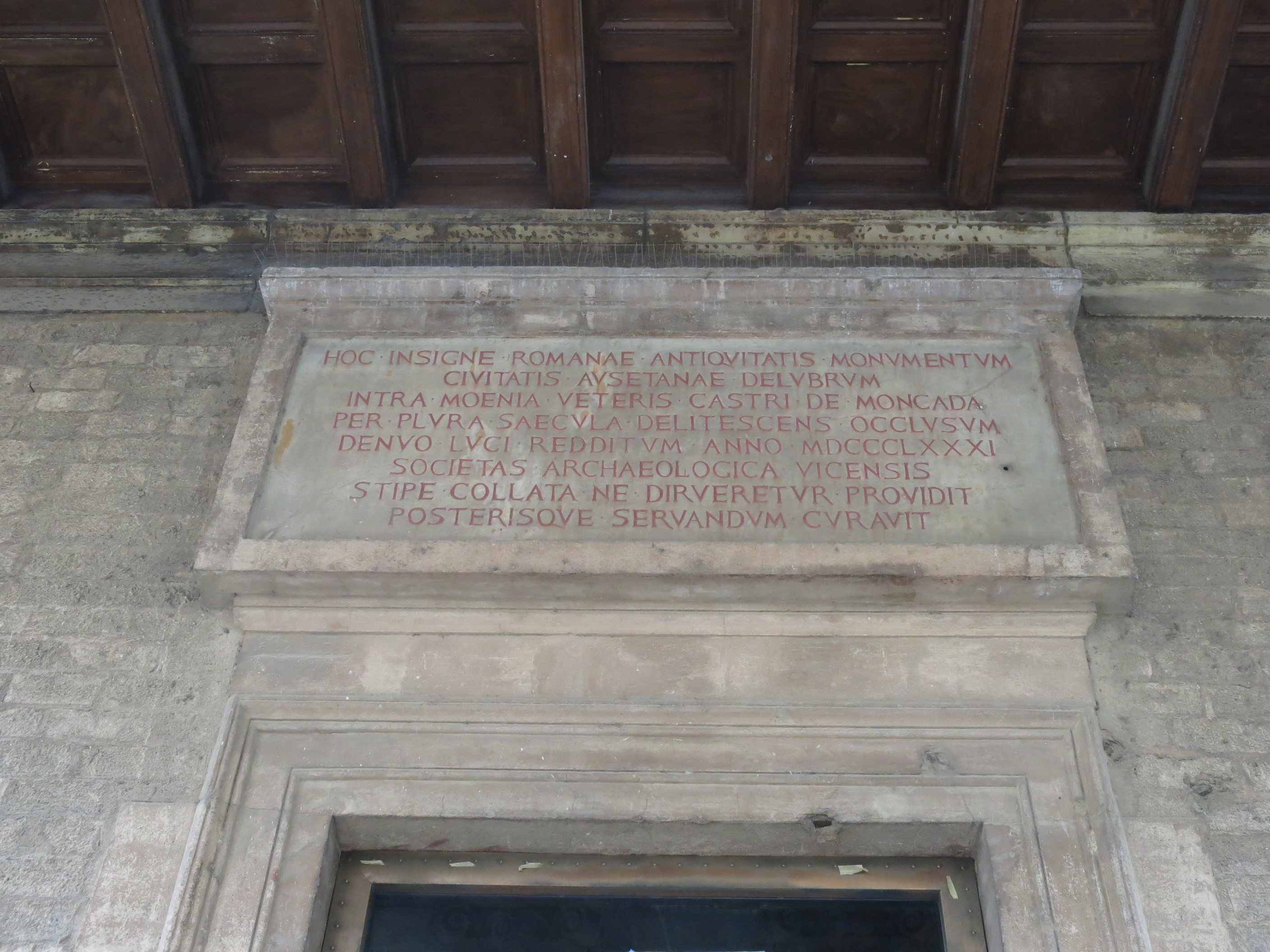
Plaque commémorant la découverte du temple.